# Pseudoneptis bugandensis
Pseudoneptis bugandensis är en fjärilsart som beskrevs av Stoneham 1935. Pseudoneptis bugandensis ingår i släktet Pseudoneptis och familjen praktfjärilar. Inga underarter finns listade i Catalogue of Life.

## Bildgalleri

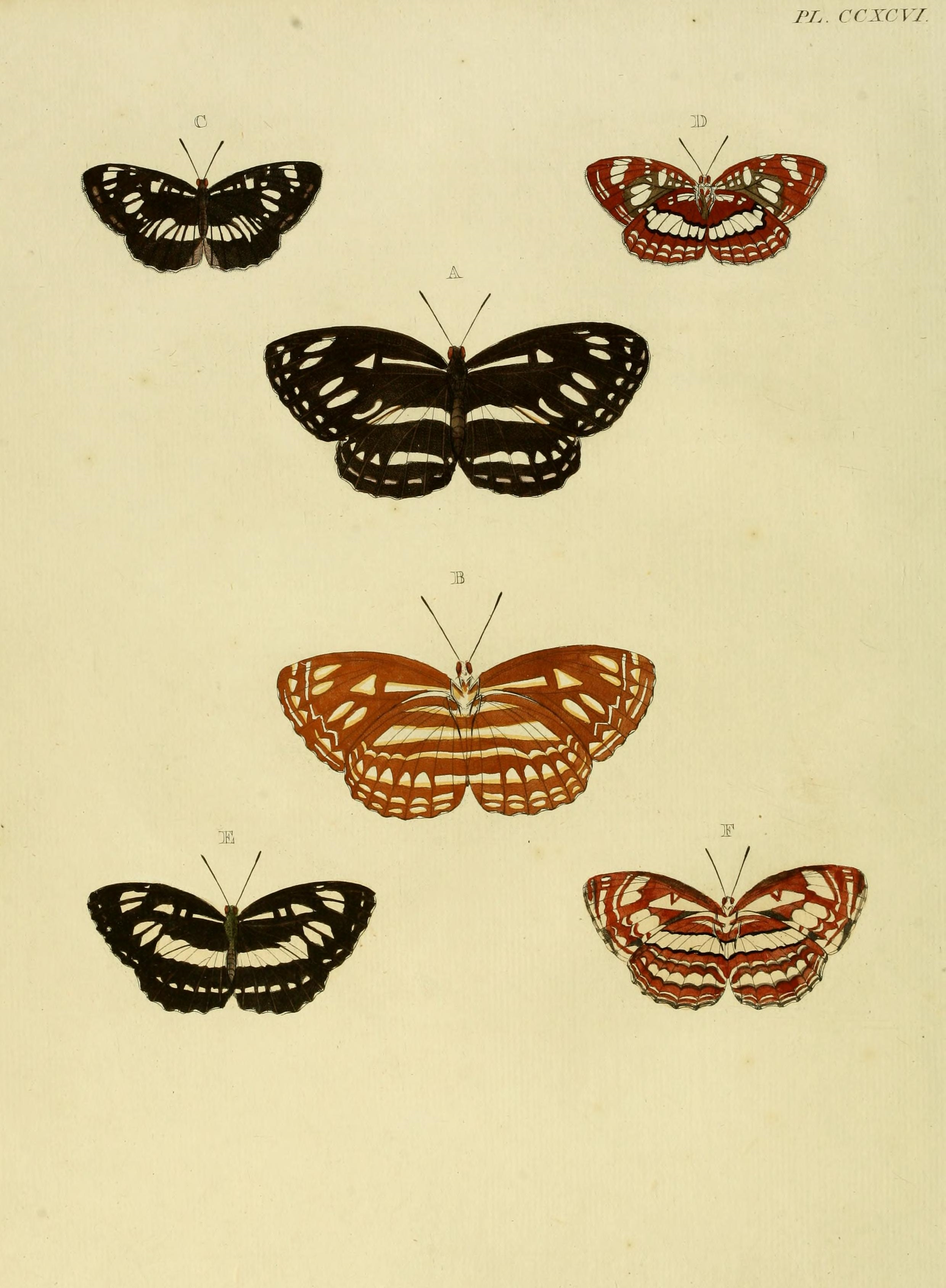
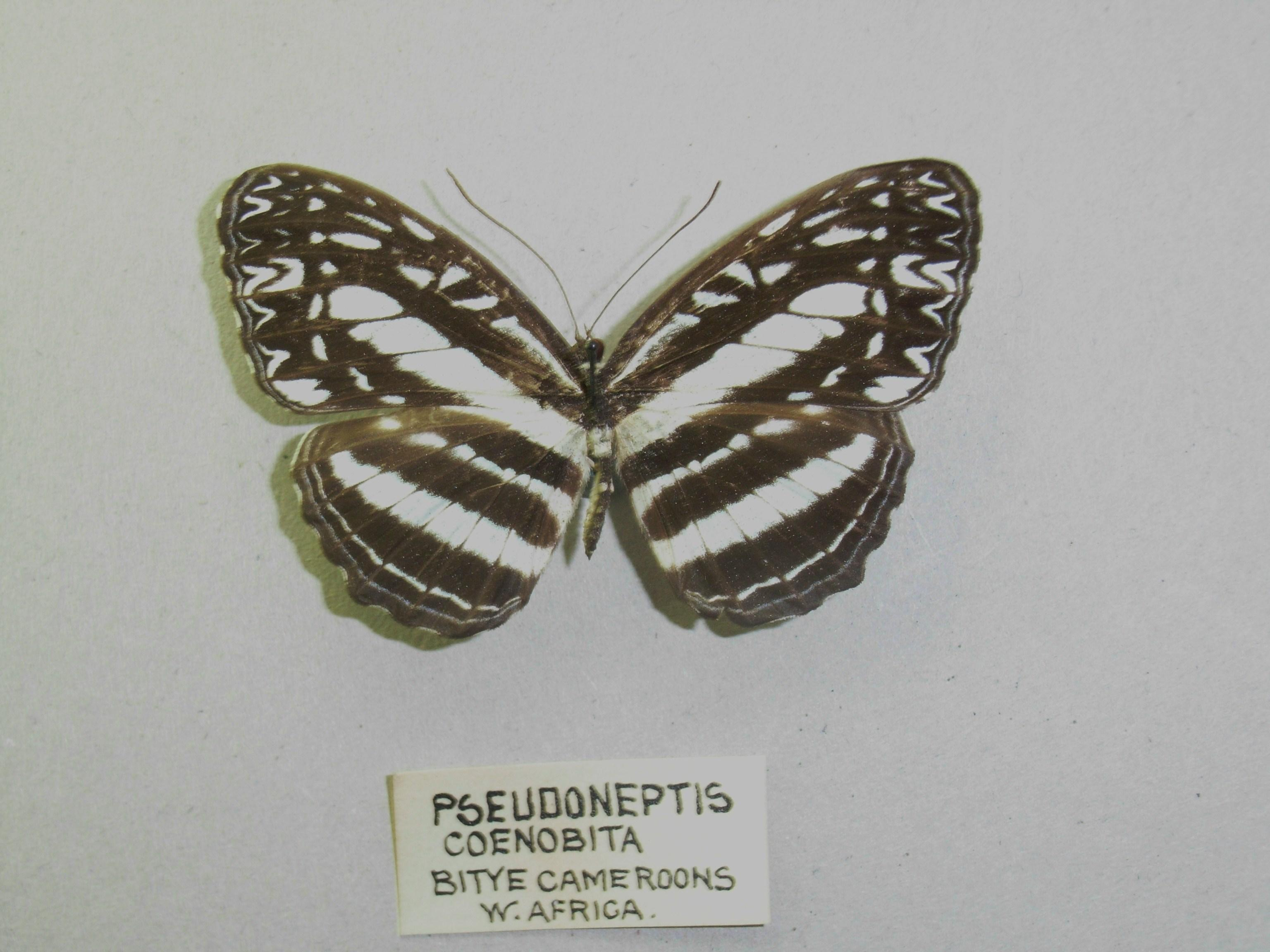